# Вельта, Руне
Ру́не Ве́льта (норв. Rune Velta; род. 19 июля 1989 года, Берум, Акерсхус, Норвегия) — норвежский прыгун с трамплина,  двукратный чемпион мира 2015 года.

## Спортивная карьера
На чемпионате мира 2015 года в Фалуне Руне Вельта стал настоящим героем завоевав медали во всех видах программы. Он дважды выиграл золото в личных соревнованиях на нормальном трамплине и в команде на большом трамплине. В соревнованиях смешанных команд Руне завоевал серебряную медаль, а в личном первенстве на большом трамплине — бронзу.
В 2012 году Руне Вельта завоевал серебряную медаль в чемпионате мира по полётам на лыжах в Викерсунне.
Участвовал в зимних Олимпийских играх 2014 в Сочи, где занял 6 место в командном первенстве, 22 и 24 места в индивидуальных прыжках.